# Banjariya (Nawalparasi)
Pour les articles homonymes, voir Banjariya.
Banjariya (en népalais : बन्जरिया) est un comité de développement villageois du Népal situé dans le district de Nawalparasi. Au recensement de 2011, il comptait 7 419 habitants.